# Veronika Varga
Veronika Varga (Budapest, 10 giugno 1969 – Parigi, 30 settembre 2023) è stata un'attrice ungherese naturalizzata francese.

## Biografia
Nata a Budapest il 10 giugno 1969, Varga ha conseguito il diploma di maturità al Gymnasium Practicante "Ágoston Trefort", per proseguire la formazione al Conservatoire Royal de Bruxelles e al Conservatorio nazionale d'arte drammatica di Parigi. La sua carriera ha preso l'abbrivio con la sua interpretazione del ruolo della protagonista in Émilie Muller, un cortometraggio di Yvon Marciano.
Varga è morta il 30 settembre 2023 a Parigi, all'età di 54 anni, dopo una breve malattia.

## Filmografia parziale

### Cinema
- Laura, regia di Géza Böszörményi (1987)
- Moziclip, regia di Peter Timar (1987)
- Émilie Muller, regia di Yvon Marciano - cortometraggio (1994)
- Le Roi de Paris, regia di Dominique Maillet (1995)
- Mademoiselle Justine, regia di Julien Cuniera - cortometraggio (1996)
- L'Âme sœur, regia di Olivier Chrétien - cortometraggio (1999)
- La Maison de Nina, regia di Richard Dembo (2005)
- Le serpent, regia di Éric Barbier (2006)
- Les Horizons perdus, regia di Arnaud Khayadjanian - cortometraggio (2012)
- Viva la libertà, regia di Roberto Andò (2013)
- Les Galons du sergent, regia di Emmanuelle Cuau - cortometraggio (2015)
- A Call to Spy, regia di Lydia Dean Pitcher (2019)
- Renaissance (Újjászületés), regia di Linda Dombrosky - cortometraggio (2019)
- Neptune 2030, regia di Pierre Lazarus - cortometraggio (2019)
- Those Who Remained (Akik maradtak), regia di Barnabás Tóth (2019)
- Petit Pays, regia di Éric Barbier (2020)
- Les Trous noirs, regia di Pierre Lazarus - cortometraggio (2020)
- Garbage Theory (Ürpiknik), regia di Ákos Badits (2021)
- Àtjàròhàz, regia di Isti Madaràsz (2021)
- Simone, le voyage du siècle, regia di Olivier Dahan (2021)

### Televisione
- Un air de liberté, regia di Éric Barbier (1994)
- Les Mots qui déchirent, regia di Marco Pauly (1995)
- L'Histoire du samedi: L'Enfant des terres blondes, regia di Édouard Niermans (1998)
- Il commissario Maigret (Maigret), regia di Christian de Chalonge - serie TV (1999)
- La Mauvaise Rencontre, regia di Josée Dayan - serie TV (2011)
- The Witcher, regia di Alik Shakharov - serie TV (2019)

## Teatro
- Gosse de merde, regia di Isabelle Quadens, théâtre le Nain jaune, Bruxelles (1991)
- Le Premier, di Israel Horovitz, regia di Christophe Reymond, théâtre Trévise (1993)
- Solomonie la Possédée, di Gilbert Lely, regia di Christian Rist (1996)
- Karl Marx - Théâtre inédit, regia di Jean-Pierre Vincent, théâtre des Amandiers-Nanterre (1997)
- Après la répétition, regia di Louis-Do de Lencquesaing (1998)
- Un Faust - Histoire naturelle, regia di Jean-François Peyret (1998)
- La Chair Empoisonnée, regia di Christophe Perron (1999)
- Hommage à André Malraux, regia di Marcel Bozonnet (2001)
- Phèdre, regia di Christian Rist, tournée in Francia e Marocco (2001-2003)
- Le Pont de San Luis Rey, da Thornton Wilder, regia di Irina Brook, théâtre Vidy (2004-2005)
- Les Soldats, di Jakob Lenz, regia di Anne-Laure Liégeois (2018)